# Eurodryas sareptensis
Eurodryas sareptensis är en fjärilsart som beskrevs av Otto Staudinger 1861. Eurodryas sareptensis ingår i släktet Eurodryas och familjen praktfjärilar. Inga underarter finns listade i Catalogue of Life.